# Karl Potzler
Karl Potzler (* 1920 in Lichtenfels (Oberfranken); † 1995 in München) war ein deutscher Bildhauer.

## Leben
Potzler legte nach Schulbesuch in Lichtenfels von 1936 bis 1939 seine Lehre bei einem Bildhauermeister in Würzburg ab und schloss sie mit der Gesellenprüfung als Holz- und Steinbildhauer ab. Er schrieb sich an der Akademie der bildenden Künste in München ein und nahm sein Studium bei Joseph Wackerle auf. 1940 wurde er zum Wehrdienst eingezogen und geriet anschließend in Kriegsgefangenschaft. 1949 konnte er sein Studium wieder aufnehmen und wurde Meisterschüler bei Josef Henselmann. 1955 wurde Potzler Stipendiat des Kulturkreises im VDI. Nach seiner Heirat mit der Bildhauerin Heidrun Streiter aus Bozen im Jahr 1956 errichtete er sein Atelierhaus an der Putziger Straße in München-Englschalking. 1970 wurde ihm der Kulturpreis von Oberfranken verliehen, 1991 die Kulturmedaille der Stadt Lichtenfels. 1995 ist er verstorben.
Potzler war Mitglied der Künstlervereinigung Neue Gruppe. Auch der 1957 geborene Sohn Johannes Raphael Potzler ist Bildhauer geworden.

## Werke

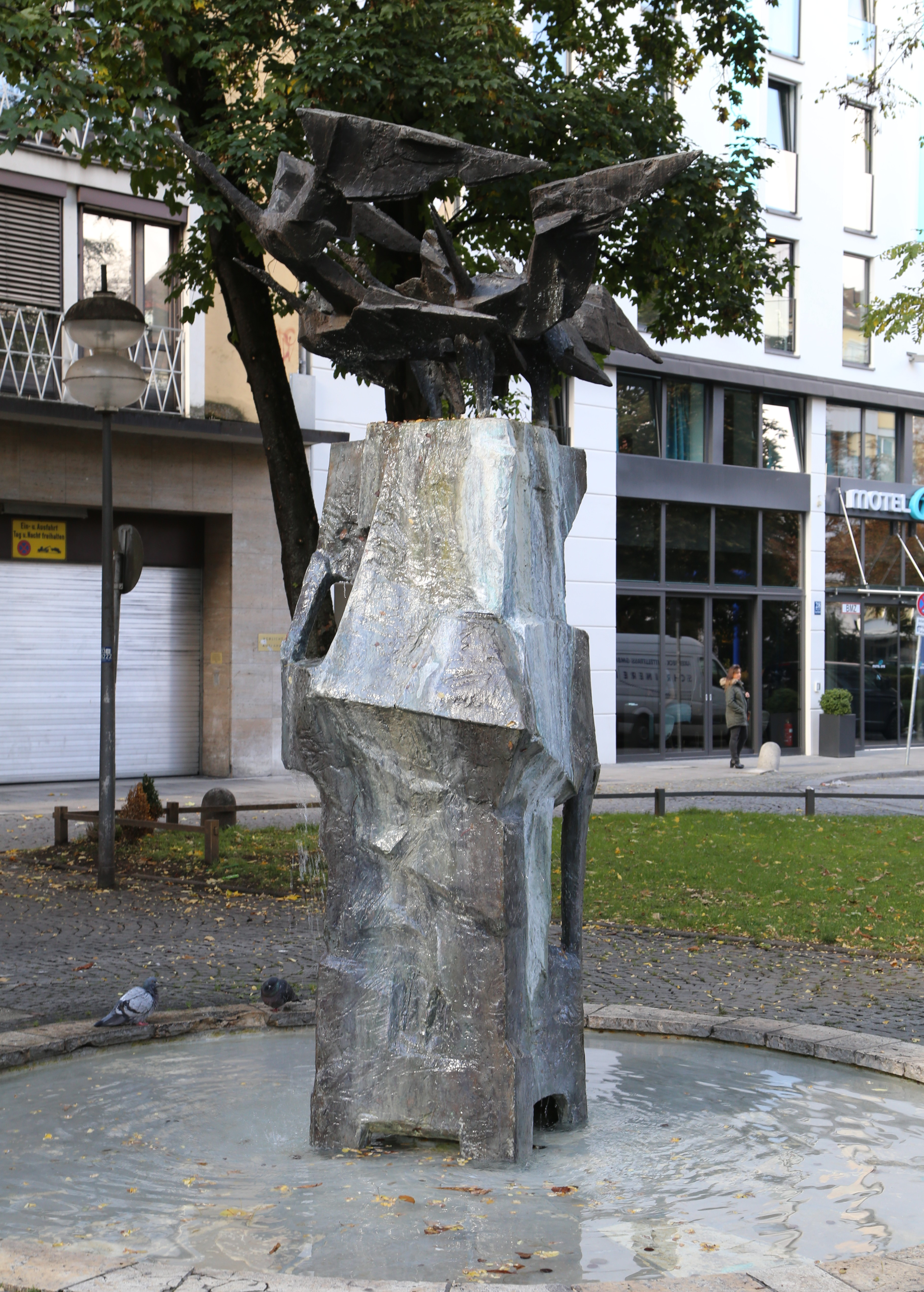
Brunnen "Auffliegende Vögel"
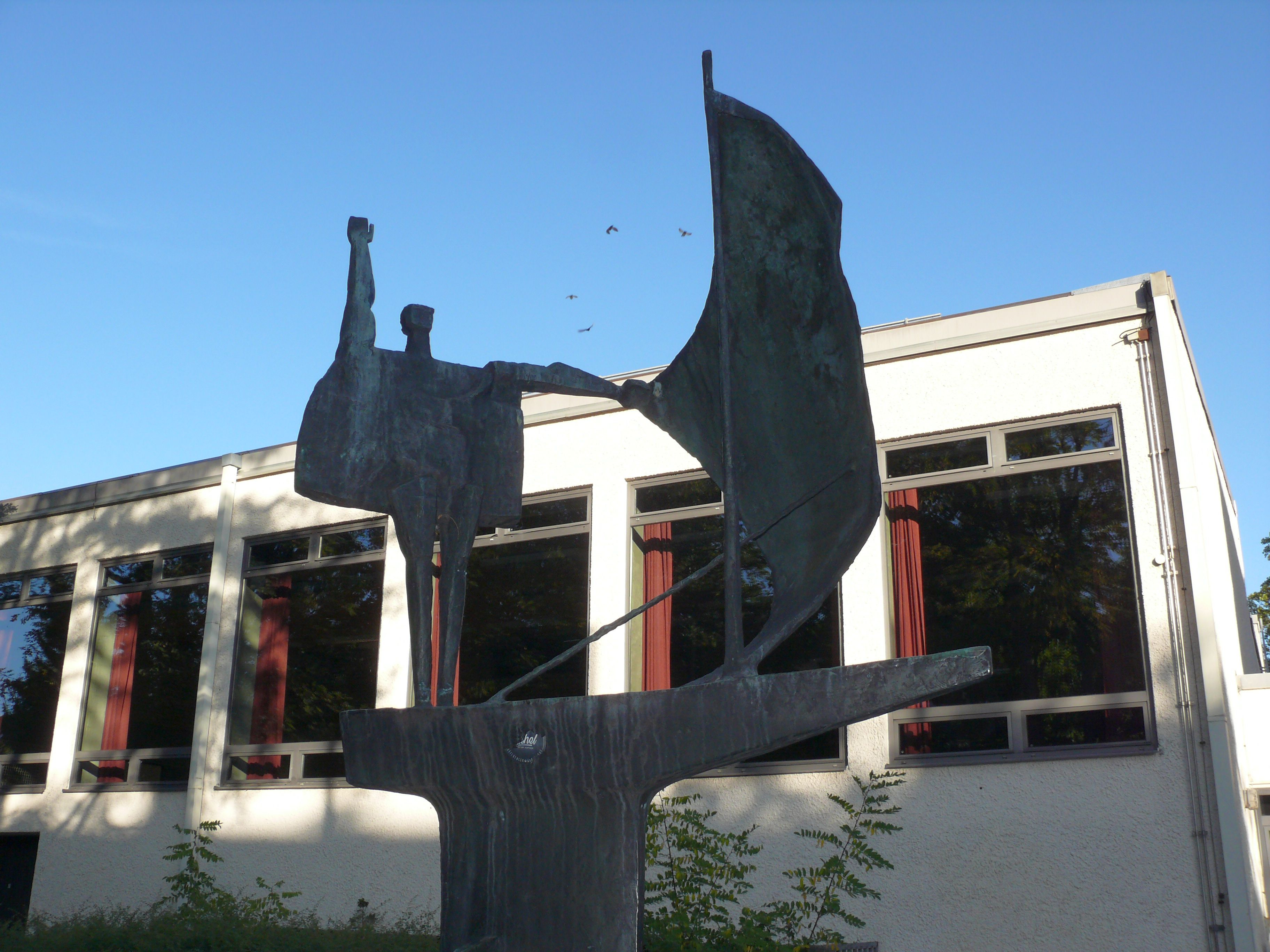
Skulptur vor der Mittelschule Inzeller Weg
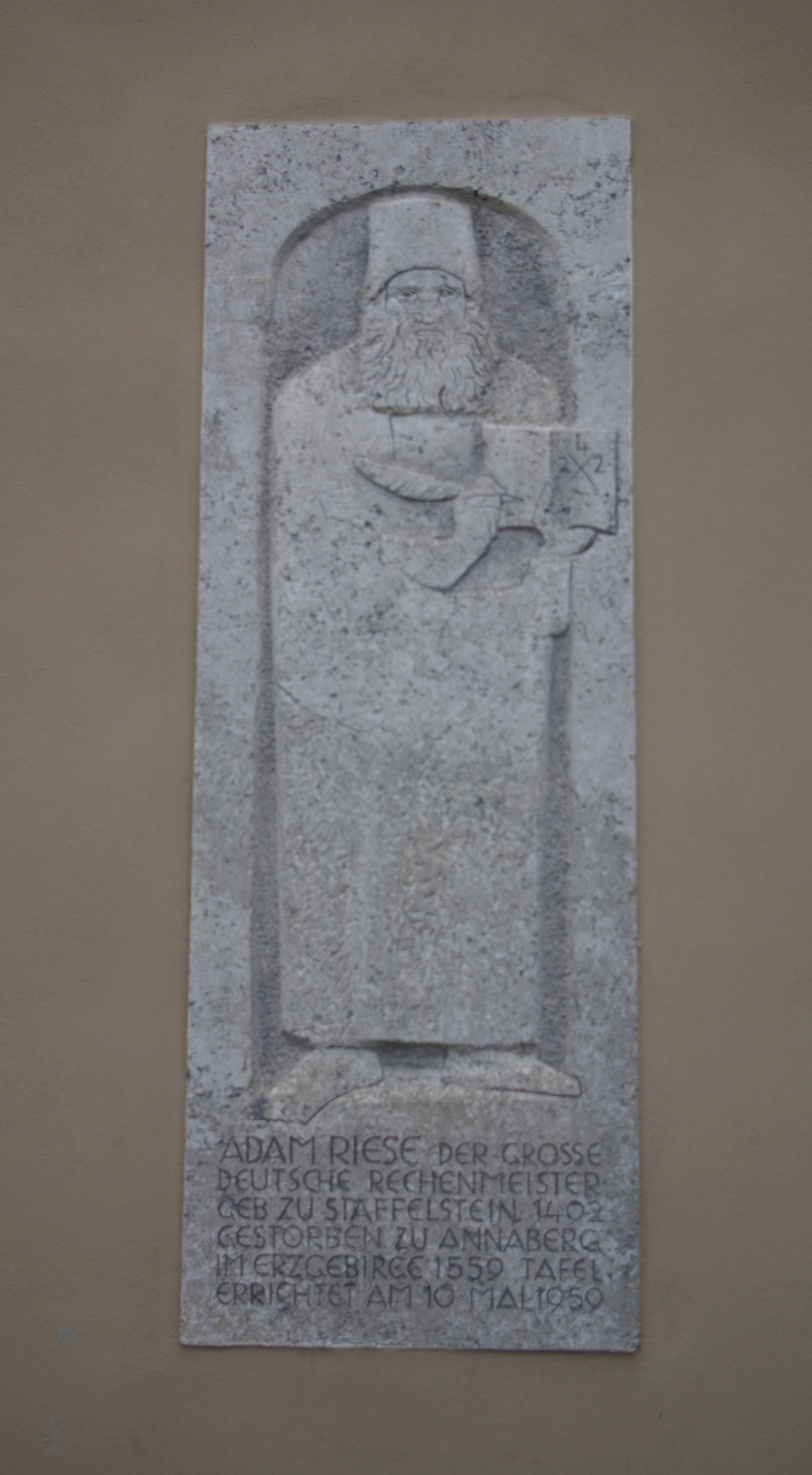
Adam Ries am Rathaus in Bad Staffelstein
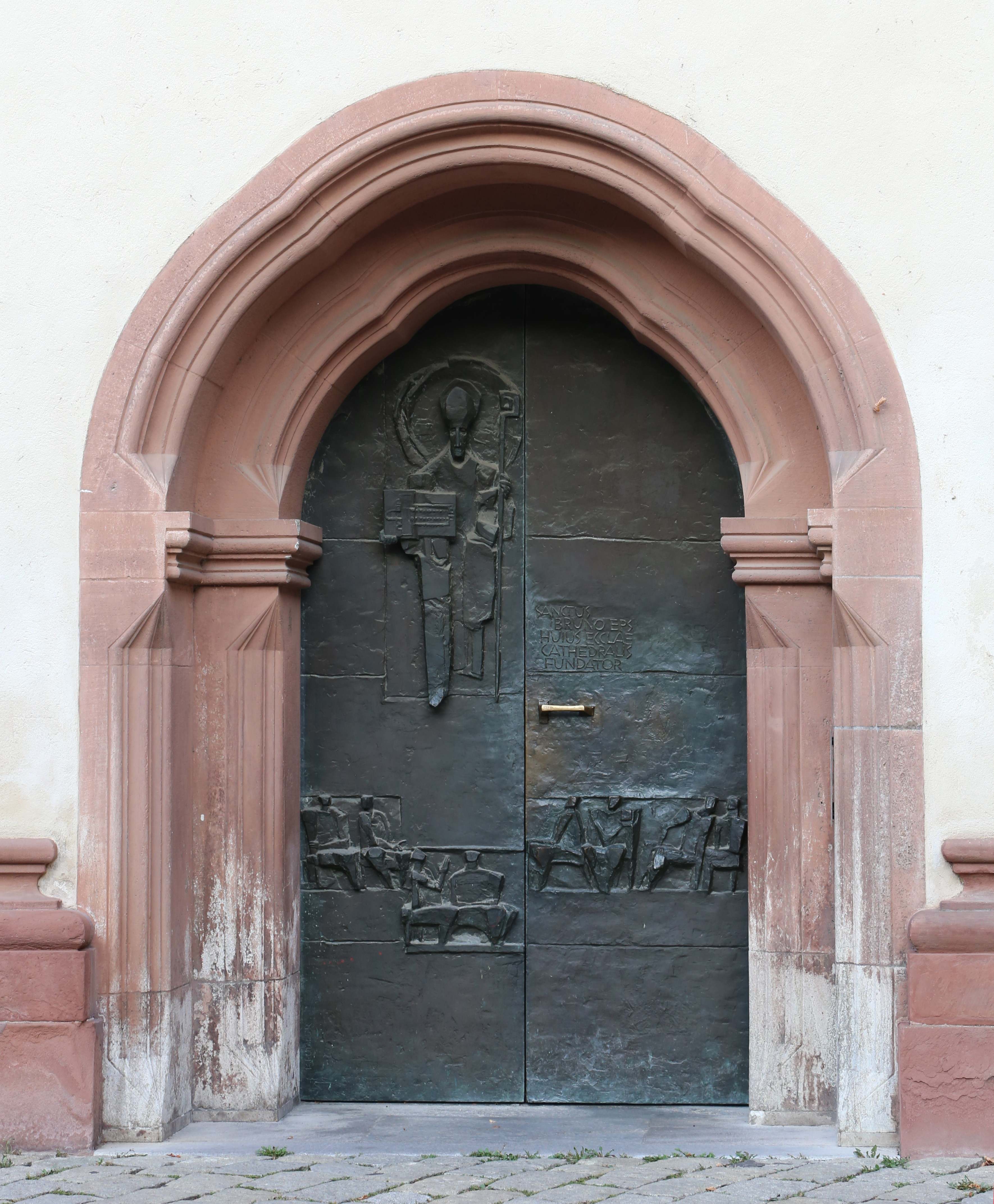
St. Bruno–Tor, Würzburger Dom

- Sandsteinrelief von Adam Ries am Rathaus in Bad Staffelstein (1959)
- Franziskus Vogeltränke im Altersheim Coburg-Neuhof (1959)
- Ausstattung der Seitenkapelle (Evangelienseite) in der St. Ludwigs-Kirche Nürnberg (1962)
- Bronzeepitaph für Erzbischof Joseph Otto Kolb im Bamberger Dom (1963)
- Bronzefigur "Taufe im Jordan" für das Taufbecken in der Pfarrkirche St. Emmeram, München-Englschalking (1963)
- Kalksteinrelief des Hl. Nepomuk in der Pfarrkirche St. Johannes Nepomuk in Laineck (1964)
- St. Bruno–Tor in Bronze, Würzburger Dom (1966)
- Brunnen "Auffliegende Vögel" in der Herzog-Wilhelm-Straße, München (1967)
- Altar, Ambo und Tabernakel in der Pfarrkirche St. Emmeram, München-Englschalking (1968)
- Federzeichnungen des Kreuzwegs in der Pfarrkirche St. Emmeram, München-Englschalking (1968)
- Muttergottesstatue und Ambo der Kirche St. Philipp und Jakob (München) (1970)
- Skulptur vor der Mittelschule Inzeller Weg, München-Berg am Laim
- Monumentales Mosaik in der katholischen Kirche Redwitz an der Rodach